# 馬紹爾 (明尼蘇達州)
馬紹爾（Marshall）是美國明尼蘇達州的一個城市。據2010年美國人口普查，馬紹爾有人口13,680人。馬紹爾是萊昂郡的郡治。